# Бранко Струпар
Бранко Струпар (хорв. Branko Strupar, нар. 9 лютого 1970, Загреб) — югославський, хорватський, а згодом бельгійський футболіст, що грав на позиції нападника.
Виступав, зокрема, за клуби «Генк» та «Дербі Каунті», а також національну збірну Бельгії.
Чемпіон Бельгії. Володар Кубка Бельгії.

## Клубна кар'єра
У дорослому футболі дебютував 1989 року виступами за команду загребського клубу «Шпанско», в якій провів п'ять сезонів. 
Своєю грою за цю команду привернув увагу представників тренерського штабу клубу «Генк», до складу якого приєднався 1994 року. Відіграв за команду з Генка наступні п'ять сезонів своєї ігрової кар'єри. Більшість часу, проведеного у складі «Генка», був основним гравцем атакувальної ланки команди. У складі «Генка» був одним з головних бомбардирів команди, маючи середню результативність на рівні 0,63 голу за гру першості. В сезоні 1997/98 допоміг команді вибороти Кубок Бельгії, а в чемпіонаті забив 22 м'ячі, ставши таким чином найкращим бомбардиром сезону національної першості. В наступному сезоні здобув у складі «Генка» титул чемпіона Бельгії. За результатами 1998 року був обраний футболістом року в Бельгії.
1999 року уклав контракт з англійським «Дербі Каунті», у складі якого провів наступні чотири роки своєї кар'єри гравця. В англійській команді виходив на поле нерегулярно, проте відзначався забитим голом в середньому щонайменше у кожний третій вихід на поле в іграх чемпіонату.
Протягом 2003—2004 років повертався на батьківщину, де захищав кольори «Динамо» (Загреб).
Завершив професійну ігрову кар'єру в німецькому «Рот Вайс» (Ален), за команду якого виступав протягом частини 2004 року.

## Виступи за збірну
1999 року отримав громадянство Бельгії і того ж року дебютував в офіційних матчах у складі національної збірної Бельгії. Протягом кар'єри у національній команді, яка тривала 4 роки, провів у формі головної команди країни 17 матчів, забивши 5 голів.
У складі збірної був учасником чемпіонату Європи 2000 року у Бельгії та Нідерландах, а також чемпіонату світу 2002 року в Японії і Південній Кореї.

## Титули і досягнення

### Командні
- Чемпіон Бельгії (1):

«Генк»:  1998/99
- Володар Кубка Бельгії (1):

«Генк»:  1997/98

### Особисті
- Найкращий бомбардир Ліги Жупіле: 1997/98 (22 голи)
- Футболіст року в Бельгії: 1998